# Tetrazygia angustifolia
Tetrazygia angustifolia là một loài thực vật có hoa trong họ Mua. Loài này được (Sw.) DC. miêu tả khoa học đầu tiên năm 1828.